# 昂德雷济约-布泰翁
昂德雷济约-布泰翁（法語：Andrézieux-Bouthéon，法語發音：[ɑ̃dʁezjø buteɔ̃]），法国东南部城市，奥弗涅-罗讷-阿尔卑斯大区卢瓦尔省的一个市镇，隶属于圣艾蒂安区，其市镇面积为16.28平方公里，2022年1月1日时人口数量为10,312人，在法国城市中排名第1,017位。
昂德雷济约-布泰翁位于卢瓦尔省中南部，卢瓦尔河右岸，近代因工业而闻名，建于1823年的圣艾蒂安－昂德雷济约铁路是欧洲大陆的第一条标准铁路。现代昂德雷济约-布泰翁则是一个区域性的中心城市和交通枢纽，多条公路和铁路经过此地，圣艾蒂安卢瓦尔机场的主体亦位于其境内。

## 地名来源
“昂德雷济约”和“布泰翁”两个名称最初分别以“Undresiacum”和“Botheonem”的形式被记载。其中“Undresiacum”来自人名，意为“André的农舍”；“Botheonem”来自高卢语单词“Bode”，意为“山岭”。

## 历史

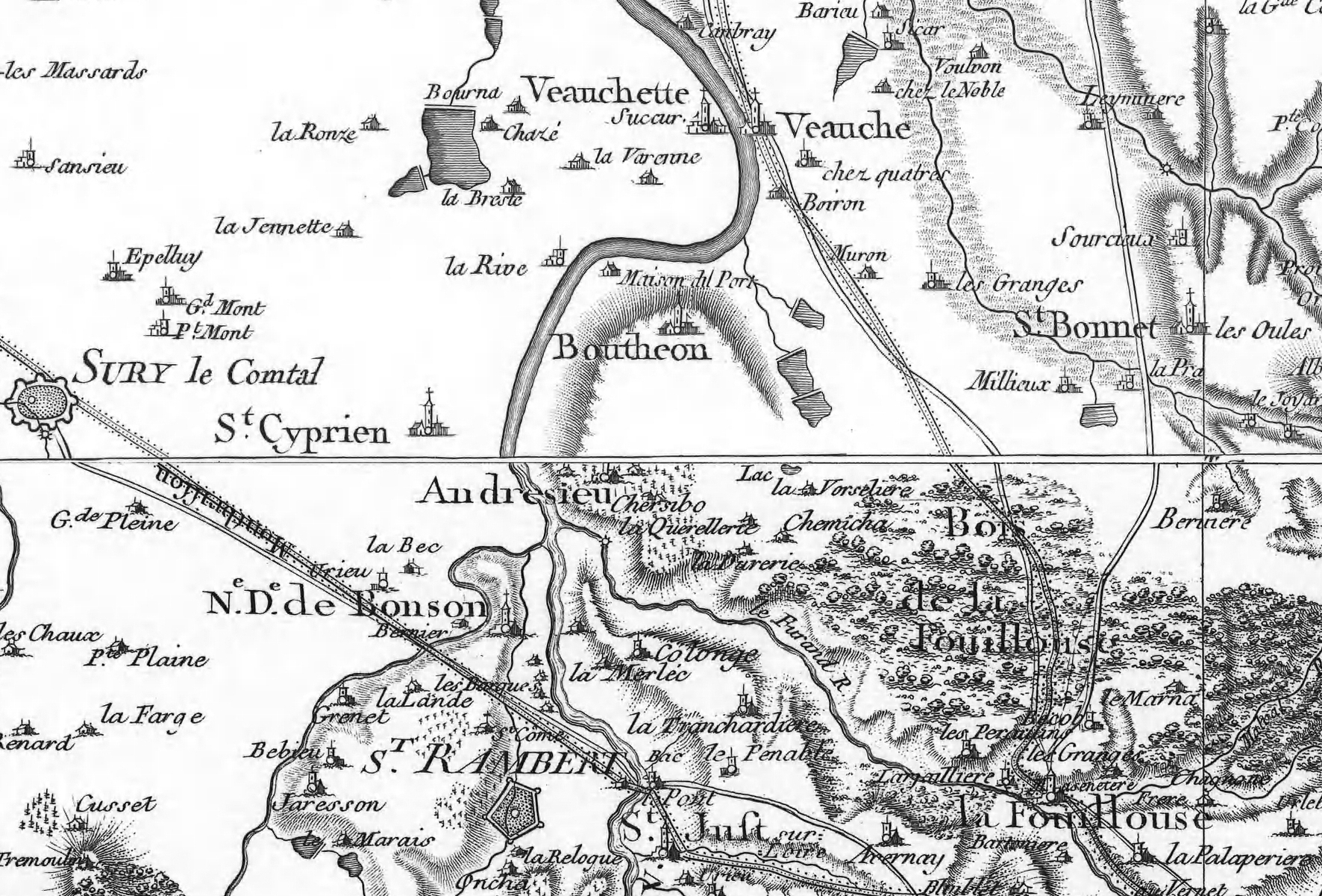
卡西尼地图上标注的昂德雷济约和布泰翁

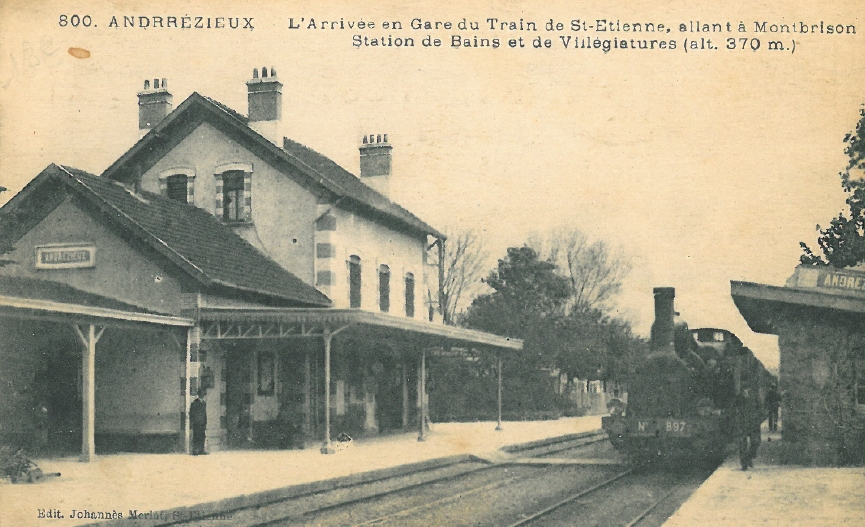
20世纪初的昂德雷济约火车站

昂德雷济约-布泰翁市镇成立于1965年2月28日，由昂德雷济约（Andrézieux）和布泰翁（Bouthéon）两个市镇合并而成。
古典时期，昂德雷济约所处区域为塞古西亚夫人的活动范围。中世纪时，该区域为福雷伯爵的一处领地。法国大革命后，昂德雷济约成为罗讷-卢瓦尔省的一个市镇，该省于1793年一分为二，昂德雷济约被划入卢瓦尔省。1827年，连接昂德雷济约的圣艾蒂安－昂德雷济约铁路建成通车，这是法国乃至欧洲大陆的第一条铁路。1857年，该铁路被新建的莫雷－里昂铁路代替。除此之外，还有多条地方铁路在昂德雷济约交汇。自19世纪末起，随着工业的发展，昂德雷济约成为一个重要的工业城市，当地人口数量快速增加。
布泰翁历史上长期为一个普通村落，当地的教堂最初于1183年建成。13世纪时，当地领主在此修建了布泰翁城堡。1462年，该城堡被让二世·德·波旁购买。法国大革命后，布泰翁成为一个独立的市镇。工业革命期间，途径此地的克莱蒙费朗－卢瓦尔河畔圣瑞斯特铁路建成运行。
两城合并后，昂德雷济约-布泰翁境内建成了工业园区。2013年，昂德雷济约-布泰翁成为圣艾蒂安城市公共社区的一部分，该社区于2018年升级为圣艾蒂安都会区。

## 地理

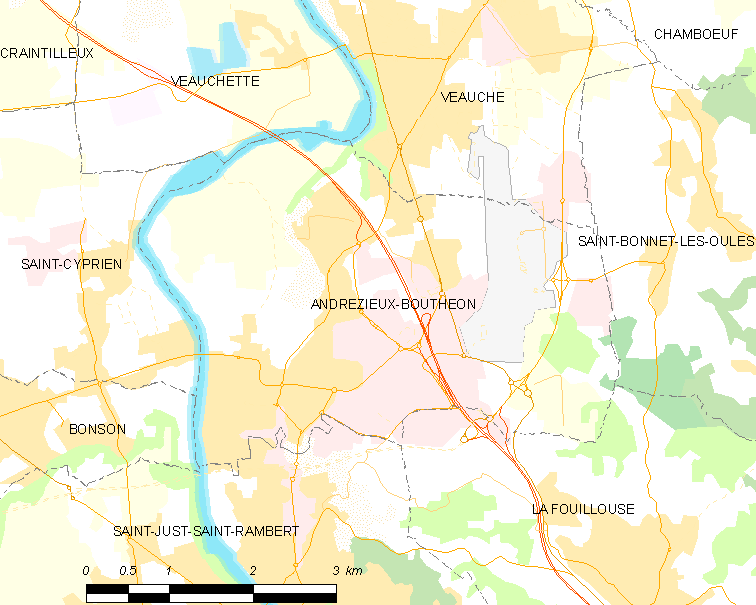
昂德雷济约-布泰翁市镇范围地图

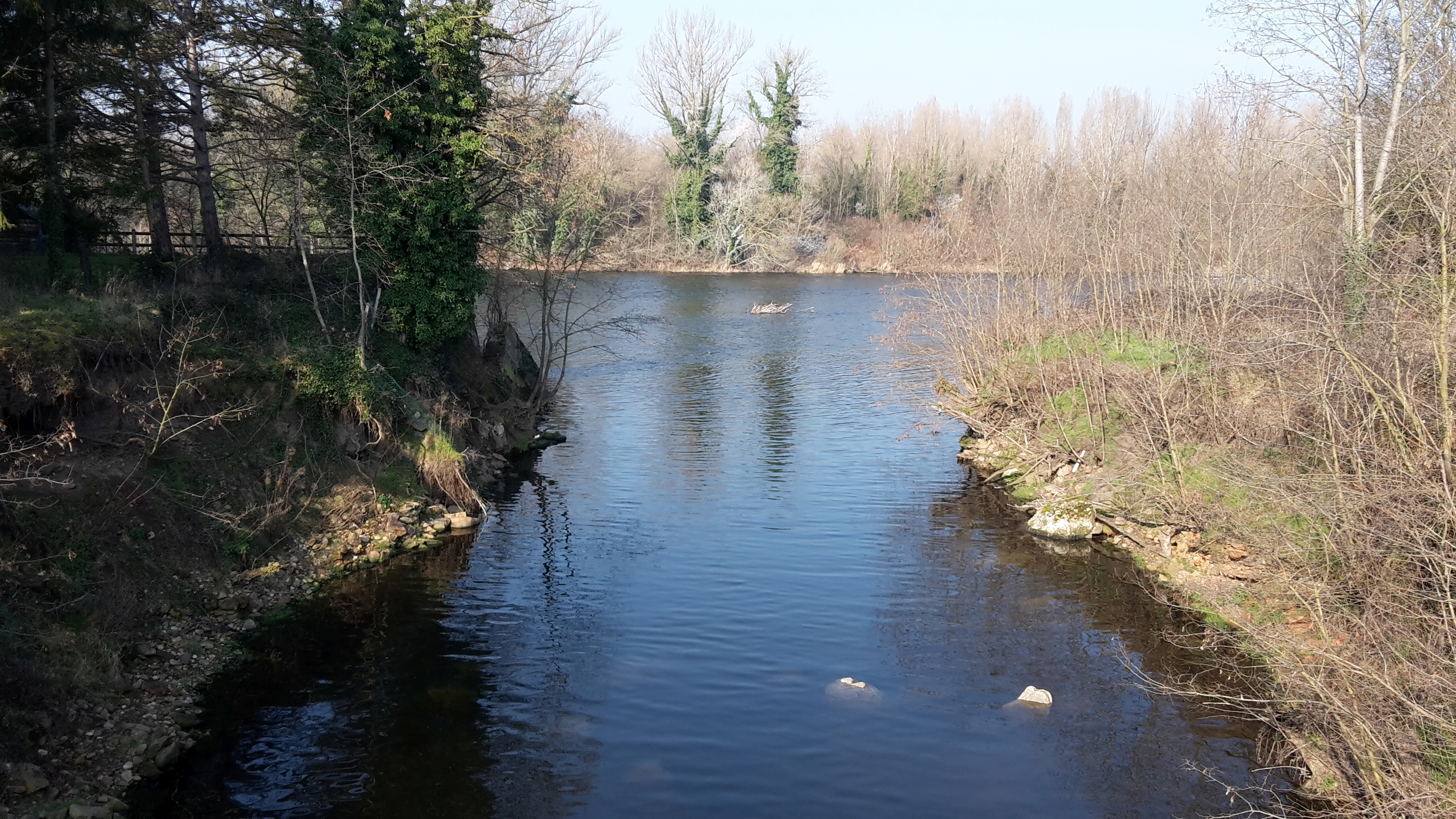
菲兰河与卢瓦尔河汇流处

昂德雷济约-布泰翁位于法国东南部，奥弗涅-罗讷-阿尔卑斯大区中西部和卢瓦尔省中南部，距离省会圣艾蒂安大约17公里。与昂德雷济约-布泰翁接壤的市镇包括：沃谢特、沃什、邦松、拉富尤斯、圣博内莱苏勒、圣西普里安、圣瑞斯特-圣朗贝尔。

### 地形
昂德雷济约-布泰翁位于卢瓦尔河上游平原腹地，境内以平原和丘陵为主，市镇中心地势较为平坦，全境海拔在353到435米之间。

### 水文
卢瓦尔河干流自南向北流经境内西部，其右岸支流菲兰河在此与其交汇。市区西北部有布罗谢湖（Étang à Brochet）、索格拉马湖（Étang de Sogramma）、莱拉米耶湖（Étang des Ramiers）等河流改道后遗留下来的湖泊。

### 植被
昂德雷济约-布泰翁属于温带阔叶混交林区，林地多分布于河流附近，市中心的马尔图雷公园（Parc de Martouret）是当地主要的城市绿地。
在鲜花城市的评比中，昂德雷济约-布泰翁被评为3星级鲜花城市。

### 气候
昂德雷济约-布泰翁在柯本气候分类法中属于带有地中海气候特征的温带海洋性气候，因其海拔相对较高，故又有较为明显的山地气候特征。
昂德雷济约-布泰翁境内设有常年气象站，以下为该气象站的数据：
| 昂德雷济约-布泰翁1981年－2019年 | 昂德雷济约-布泰翁1981年－2019年 | 昂德雷济约-布泰翁1981年－2019年 | 昂德雷济约-布泰翁1981年－2019年 | 昂德雷济约-布泰翁1981年－2019年 | 昂德雷济约-布泰翁1981年－2019年 | 昂德雷济约-布泰翁1981年－2019年 | 昂德雷济约-布泰翁1981年－2019年 | 昂德雷济约-布泰翁1981年－2019年 | 昂德雷济约-布泰翁1981年－2019年 | 昂德雷济约-布泰翁1981年－2019年 | 昂德雷济约-布泰翁1981年－2019年 | 昂德雷济约-布泰翁1981年－2019年 | 昂德雷济约-布泰翁1981年－2019年 |
| 月份                            | 1月                             | 2月                             | 3月                             | 4月                             | 5月                             | 6月                             | 7月                             | 8月                             | 9月                             | 10月                            | 11月                            | 12月                            | 全年                            |
| ------------------------------- | ------------------------------- | ------------------------------- | ------------------------------- | ------------------------------- | ------------------------------- | ------------------------------- | ------------------------------- | ------------------------------- | ------------------------------- | ------------------------------- | ------------------------------- | ------------------------------- | ------------------------------- |
| 历史最高温 °C（°F）             | 20 (68)                         | 23.2 (73.8)                     | 26.4 (79.5)                     | 28.8 (83.8)                     | 33.7 (92.7)                     | 38 (100)                        | 41.1 (106.0)                    | 39.3 (102.7)                    | 36 (97)                         | 29.2 (84.6)                     | 25.2 (77.4)                     | 20.2 (68.4)                     | 41.1 (106.0)                    |
| 平均高温 °C（°F）               | 6.8 (44.2)                      | 8.4 (47.1)                      | 12.4 (54.3)                     | 15.3 (59.5)                     | 19.8 (67.6)                     | 23.6 (74.5)                     | 26.7 (80.1)                     | 26.3 (79.3)                     | 22 (72)                         | 17.1 (62.8)                     | 10.8 (51.4)                     | 7.4 (45.3)                      | 16.4 (61.5)                     |
| 日均气温 °C（°F）               | 3.2 (37.8)                      | 4.3 (39.7)                      | 7.4 (45.3)                      | 10 (50)                         | 14.3 (57.7)                     | 17.8 (64.0)                     | 20.4 (68.7)                     | 20 (68)                         | 16.3 (61.3)                     | 12.6 (54.7)                     | 7.1 (44.8)                      | 4.1 (39.4)                      | 11.5 (52.7)                     |
| 平均低温 °C（°F）               | −0.4 (31.3)                     | 0.1 (32.2)                      | 2.4 (36.3)                      | 4.6 (40.3)                      | 8.8 (47.8)                      | 12 (54)                         | 14.2 (57.6)                     | 13.8 (56.8)                     | 10.7 (51.3)                     | 8 (46)                          | 3.3 (37.9)                      | 0.7 (33.3)                      | 6.5 (43.7)                      |
| 历史最低温 °C（°F）             | −25.6 (−14.1)                   | −22.5 (−8.5)                    | −13.9 (7.0)                     | −7.4 (18.7)                     | −3.9 (25.0)                     | −0.6 (30.9)                     | 2.9 (37.2)                      | 1.1 (34.0)                      | −2.6 (27.3)                     | −6.2 (20.8)                     | −10.6 (12.9)                    | −18.6 (−1.5)                    | −25.6 (−14.1)                   |
| 平均降水量 mm（）               | 36.6 (1.44)                     | 28.2 (1.11)                     | 36.7 (1.44)                     | 61.3 (2.41)                     | 91.6 (3.61)                     | 78.3 (3.08)                     | 64 (2.5)                        | 70.4 (2.77)                     | 75.7 (2.98)                     | 71.8 (2.83)                     | 63.1 (2.48)                     | 40.5 (1.59)                     | 718.2 (28.28)                   |
| 月均日照時數                    | 85.6                            | 108.8                           | 159.3                           | 182.4                           | 212.9                           | 239.5                           | 273.1                           | 251.4                           | 187.3                           | 133.5                           | 83.5                            | 67.9                            | 1,985.2                         |
| 来源：infoclimat.fr             |                                 |                                 |                                 |                                 |                                 |                                 |                                 |                                 |                                 |                                 |                                 |                                 |                                 |

## 行政区划
昂德雷济约-布泰翁的市镇编号为42005，邮政编号为42160。
在行政管理方面，昂德雷济约-布泰翁隶属于法国奥弗涅-罗讷-阿尔卑斯大区卢瓦尔省圣艾蒂安区；在地方选举方面，昂德雷济约-布泰翁是昂德雷济约-布泰翁县的中央投票站，其市镇范围全境被划入卢瓦尔省第六选区；在社会管理方面，昂德雷济约-布泰翁是圣艾蒂安都会区的组成部分。
法国国家统计与经济研究所（简称）在进行数据统计时，将昂德雷济约-布泰翁及相邻的另外10个市镇设为圣瑞斯特-圣朗贝尔城市核心区（2020年扩充至共12个），并将包括核心区在内的周边共117个市镇划为圣艾蒂安城市区。自2020年起，圣艾蒂安城市区被包含105个市镇的圣艾蒂安城市辐射区代替。此外，还将昂德雷济约-布泰翁市镇分为了4个“块区”（IRIS），以便于统计人口分布情况。

## 交通

### 公路
A72高速公路经过昂德雷济约-布泰翁市区并设有8、9两个出入口，此外多条卢瓦尔省省道在昂德雷济约-布泰翁境内交汇。奥弗涅-罗讷-阿尔卑斯大区下属的城际客运提供巴士线路，可前往周边部分市镇。
| 克莱蒙费朗 | 130 |

| 蒂耶尔 | 94 |

| 罗阿讷 | 70 |

| 圣艾蒂安 | 17 |

| 圣沙蒙 | 27 |

| 里沃德日耶 | 39 |

| 菲尔米尼 | 28 |

| 维拉尔 | 12 |

| 圣加尔米耶 | 10 |

| 蒙布里松 | 20 |

| 蒙特龙莱班 | 15 |

| 邦松 | 4 |

2018年，79%的昂德雷济约-布泰翁家庭拥有至少一辆私人汽车。2019年，昂德雷济约-布泰翁境内共发生各类交通事故1起，造成1人受伤。

### 铁路

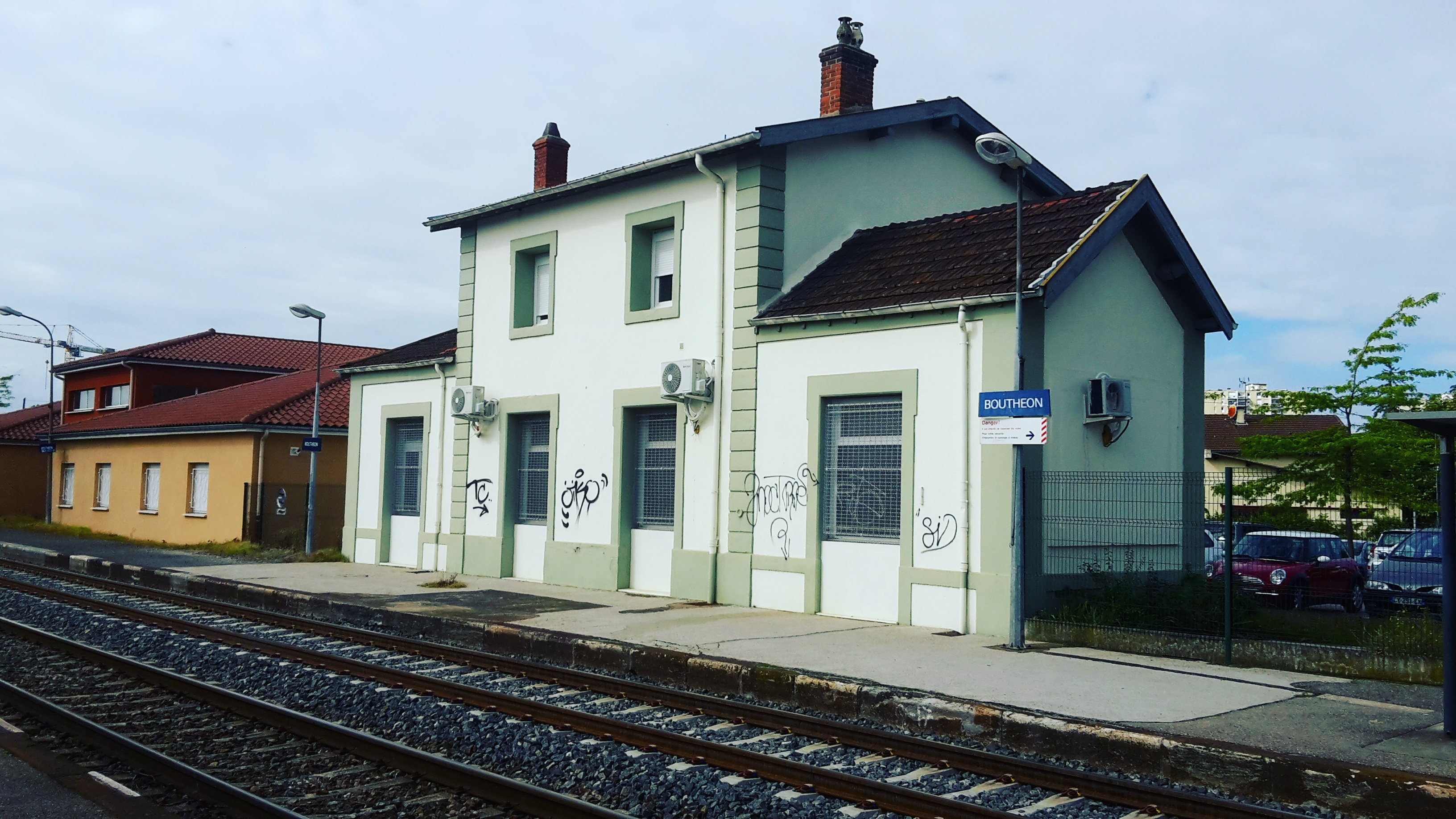
布泰翁火车站

昂德雷济约-布泰翁位于莫雷－里昂铁路和克莱蒙费朗－卢瓦尔河畔圣瑞斯特铁路上，两条铁路分别设有昂德雷济约站和布泰翁站。两站分别停靠圣艾蒂安—罗阿讷和圣艾蒂安—博安两条线路的区域列车。

### 航空
圣艾蒂安卢瓦尔机场位于昂德雷济约-布泰翁市区东北部，该机场在2017年10月以前曾有少量固定航线停靠，现为一个商用机场。
距离昂德雷济约-布泰翁最近的民用航空站为里昂圣埃克絮佩里机场，距离昂德雷济约-布泰翁市中心的公路里程约89公里。

### 城市公共交通
昂德雷济约-布泰翁是圣艾蒂安城市公共交通（商业名称为）的服务范围，后者是圣艾蒂安都会区的城市公共交通系统。截至2022年2月，该系统共包括三条有轨电车线路和数十条公交线路，其中公交37路、39路和C1线、C2线经过了昂德雷济约-布泰翁市区。

## 政治

### 市政内阁

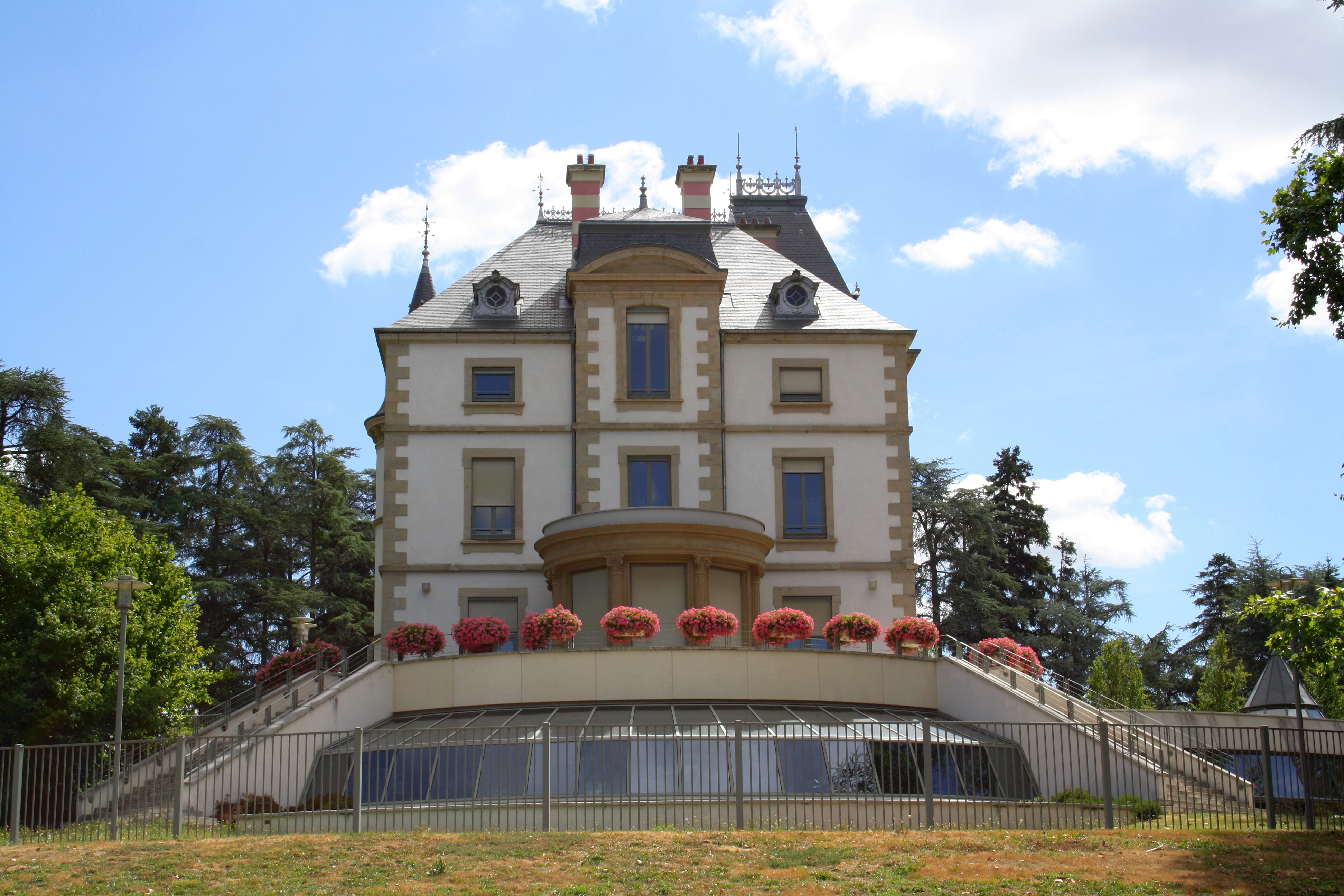
昂德雷济约-布泰翁市政厅

昂德雷济约-布泰翁的现任市长为弗朗索瓦·德里奥尔先生（François DRIOL），他是一名中间派，在2020年的市政选举中获得了59.84%的支持率。
| 昂德雷济约-布泰翁历届市长 | 昂德雷济约-布泰翁历届市长           | 昂德雷济约-布泰翁历届市长          |
| 任期                      | 市长                                | 党派                               |
| ------------------------- | ----------------------------------- | ---------------------------------- |
| 1965年－1971年            | Pierre DESGRANGES 皮埃尔·代格朗日   | RPF法国人民联盟                    |
| 1971年－1983年            | Marcel SICRE 马塞尔·锡克尔          | 不详                               |
| 1983年－1995年            | François MAZOYER 弗朗索瓦·马祖瓦耶  | UDF法国民主联盟                    |
| 1995年－1998年            | Annie MAZOYER 安妮·马祖瓦耶         | 不详                               |
| 1998年－2020年            | Jean-Claude SCHALK 让-克洛德·沙尔克 | UDF法国民主联盟 →DVD右翼无党派人士 |
| 2020年－                  | François DRIOL 弗朗索瓦·德里奥尔    | DVC混杂中间派                      |

### 各级选举
| 昂德雷济约-布泰翁历届投票选举结果 | 昂德雷济约-布泰翁历届投票选举结果 | 昂德雷济约-布泰翁历届投票选举结果 | 昂德雷济约-布泰翁历届投票选举结果 | 昂德雷济约-布泰翁历届投票选举结果 | 昂德雷济约-布泰翁历届投票选举结果 | 昂德雷济约-布泰翁历届投票选举结果 | 昂德雷济约-布泰翁历届投票选举结果 | 昂德雷济约-布泰翁历届投票选举结果 | 昂德雷济约-布泰翁历届投票选举结果 |
| 选举项目                          | 选举范围                          | 选区单位                          | 选举结果                          | 选举结果                          | 选举结果                          | 选举结果                          | 选举结果                          | 选举结果                          | 参考资料                          |
| 选举项目                          | 选举范围                          | 选区单位                          | 第一轮胜出者                      | 第一轮胜出者                      | 支持率                            | 第二轮胜出者                      | 第二轮胜出者                      | 支持率                            | 参考资料                          |
| --------------------------------- | --------------------------------- | --------------------------------- | --------------------------------- | --------------------------------- | --------------------------------- | --------------------------------- | --------------------------------- | --------------------------------- | --------------------------------- |
| 2017年法國總統選舉                | 法國                              | 市镇                              |                                   | 埃马纽埃尔·马克龙                 | 24.34%                            |                                   | 埃马纽埃尔·马克龙                 | 64.82%                            | [ 22 ]                            |
| 2017年法国立法选举                | 卢瓦尔省第六选区                  | 市镇                              |                                   | 朱利安·博罗奇克                   | 38.44%                            |                                   | 朱利安·博罗奇克                   | 60.06%                            | [ 22 ]                            |
| 2019年欧洲议会选举                | 法國                              | 市镇                              |                                   | 娜塔莉·卢瓦索                     | 25.03%                            | （不适用）                        | （不适用）                        | （不适用）                        | [ 22 ]                            |
| 2021年法国省级选举                | 卢瓦尔省                          | 县                                |                                   | 希尔薇·尚珀努瓦 让-保罗·蒂索      | 30.27%                            |                                   | 尼科勒·布吕埃尔 席尔万·达尔杜利耶 | 56.52%                            | [ 23 ]                            |
| 2021年法国省级选举                | 卢瓦尔省                          | 市镇                              |                                   | 尼科勒·布吕埃尔 席尔万·达尔杜利耶 | 35.82%                            |                                   | 尼科勒·布吕埃尔 席尔万·达尔杜利耶 | 69.39%                            | [ 23 ]                            |
| 2021年法国大区选举                |                                   | 市镇                              |                                   | 洛朗·沃基耶                       | 47.03%                            |                                   | 洛朗·沃基耶                       | 60.5%                             | [ 24 ]                            |
| 2022年法国总统选举                | 法國                              | 市镇                              |                                   | 埃马纽埃尔·马克龙                 | 31.02%                            |                                   | 埃马纽埃尔·马克龙                 | 58.88%                            | [ 22 ]                            |
| 2022年法国立法选举                | 卢瓦尔省第六选区                  | 市镇                              |                                   | 朱利安·博罗奇克                   | 29.72%                            |                                   | 朱利安·博罗奇克                   | 50.53%                            | [ 22 ]                            |

## 人口
2019年，昂德雷济约-布泰翁市镇人口数量为9,963，在法国排名第1,017位。其中男性4,738人，女性5,225人，75岁及以上人口占7.4%，外籍人口数量为1,114人，人口密度为612人/平方公里，当地居民被称为（男性）或（女性）。2019年，昂德雷济约-布泰翁境内出生100人，死亡人口86人。
| 昂德雷济约-布泰翁1901年－2019年人口变化情况           |
|                                                       |
| 昂德雷济约 昂德雷济约-布泰翁 数据来源：Cassini、INSEE |

## 经济

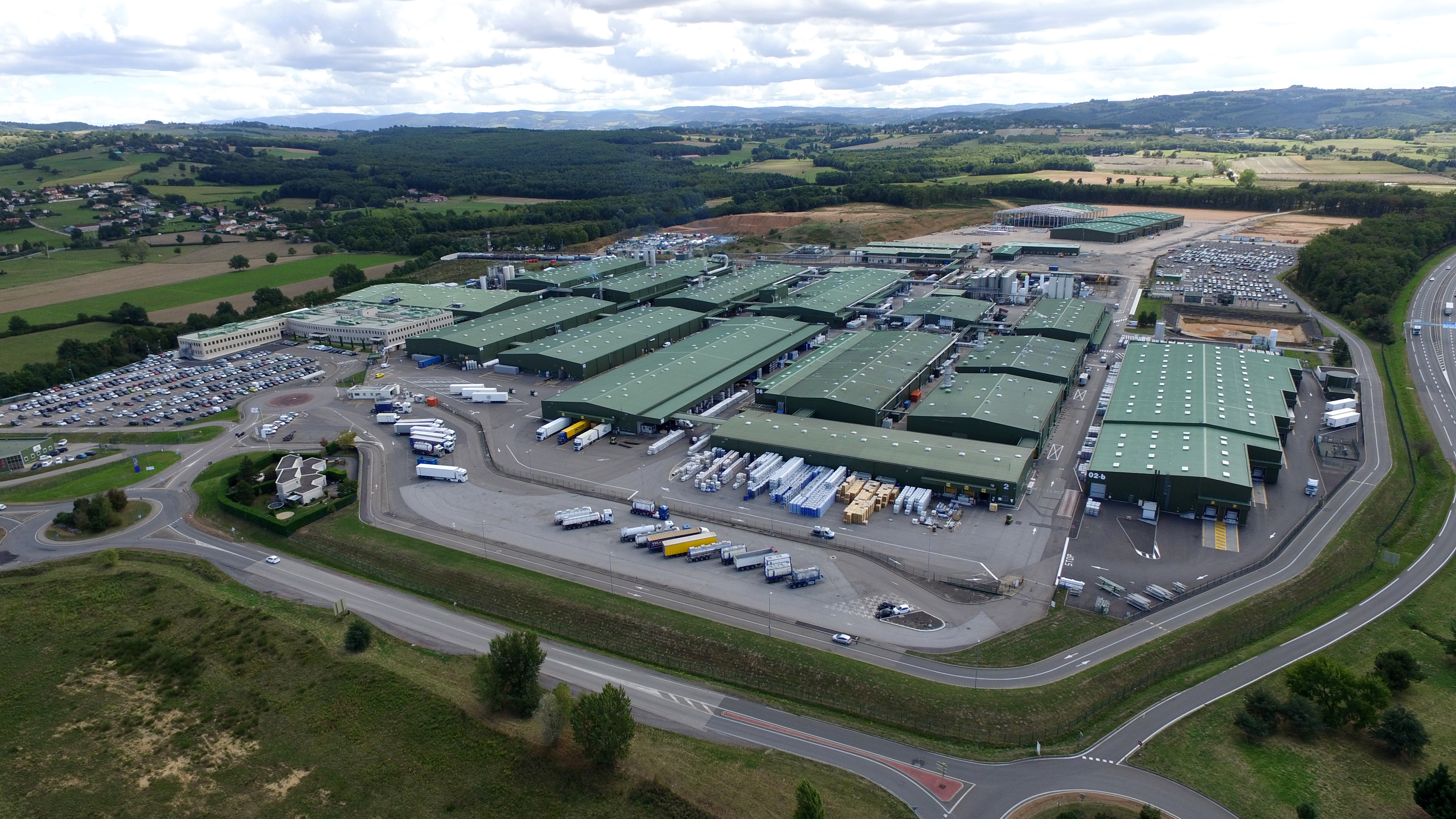
昂德雷济约-布泰翁境内的工业园

昂德雷济约-布泰翁是一个区域性的中心城市。截止2022年11月，昂德雷济约-布泰翁市镇范围内共有各类用人单位（包含自雇）2,066家，平均历史为13年，其中94.36%为中小型企业（PME），2022年9月至11月间，当地的经济活力指数为1.11%。（塑料制品生产）、（通讯设备工程）及（行政管理）是当地2020年营业额最高的三个企业，分别为789,187,121欧元、84,968,895欧元和75,321,240欧元。

## 财政与居民收入
2020年，昂德雷济约-布泰翁的财政收入总额为20,339,800欧元，财政支出总额为16,589,200欧元，当年的债务总额为3,942,670欧元。2021年，昂德雷济约-布泰翁共获得95,665欧元的国家财政补助，比上一年减少了96.79%。
2019年，昂德雷济约-布泰翁的人均月收入总额为2,275欧元，其中高级职员为3,653欧元，低于法国平均水平（4,230欧元）；中级职员为2,727欧元，高于法国平均水平（2,411欧元）；普通职员为1,691欧元，低于法国平均水平（1,740欧元）。
2018年，昂德雷济约-布泰翁境内的青壮年（15至64岁）失业率为11.8%，当地48.4%的家庭拥有纳税资格，平均纳税3,224欧元，低于法国平均水平（3,910欧元）。

## 社会事务

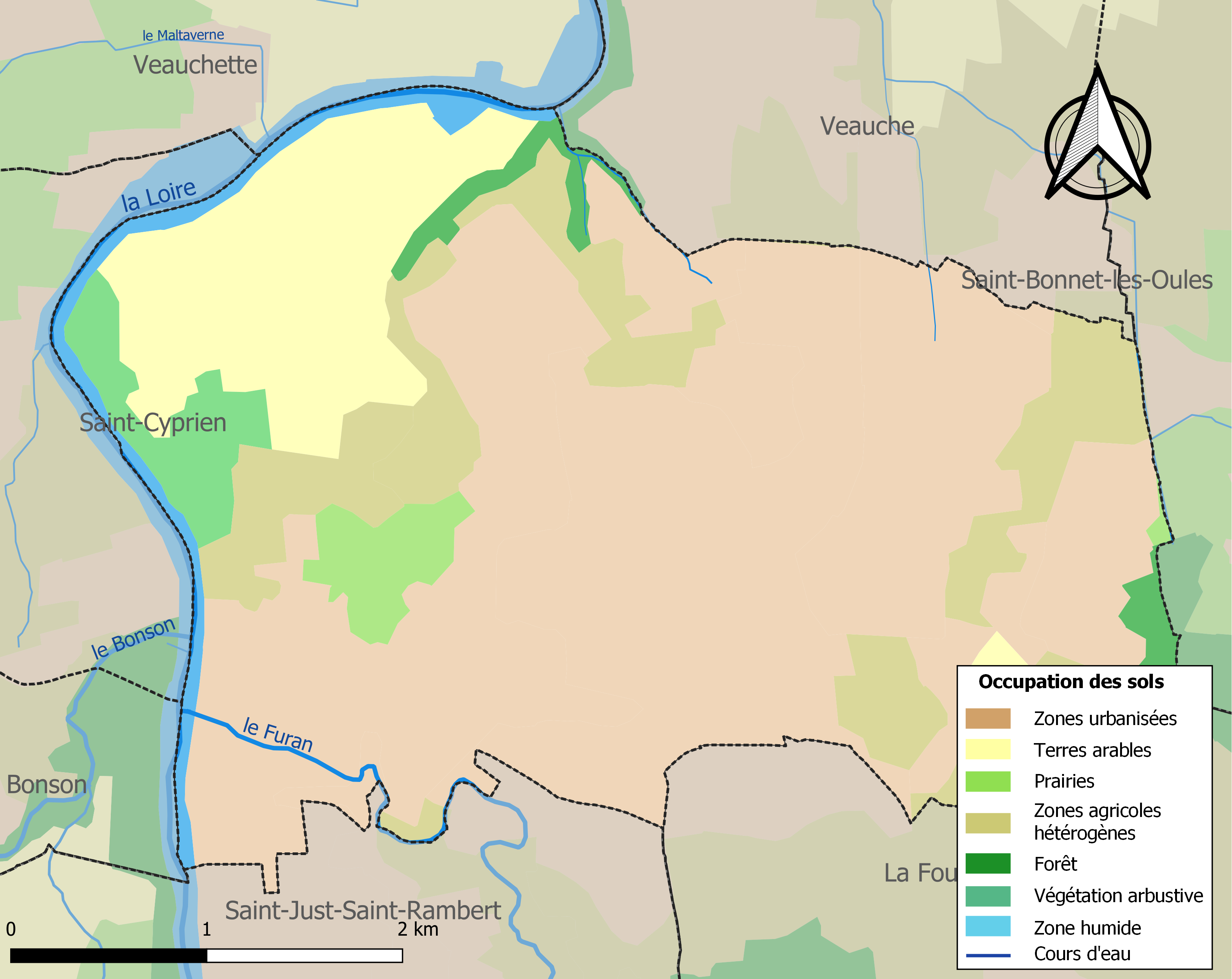
昂德雷济约-布泰翁土地利用情况地图

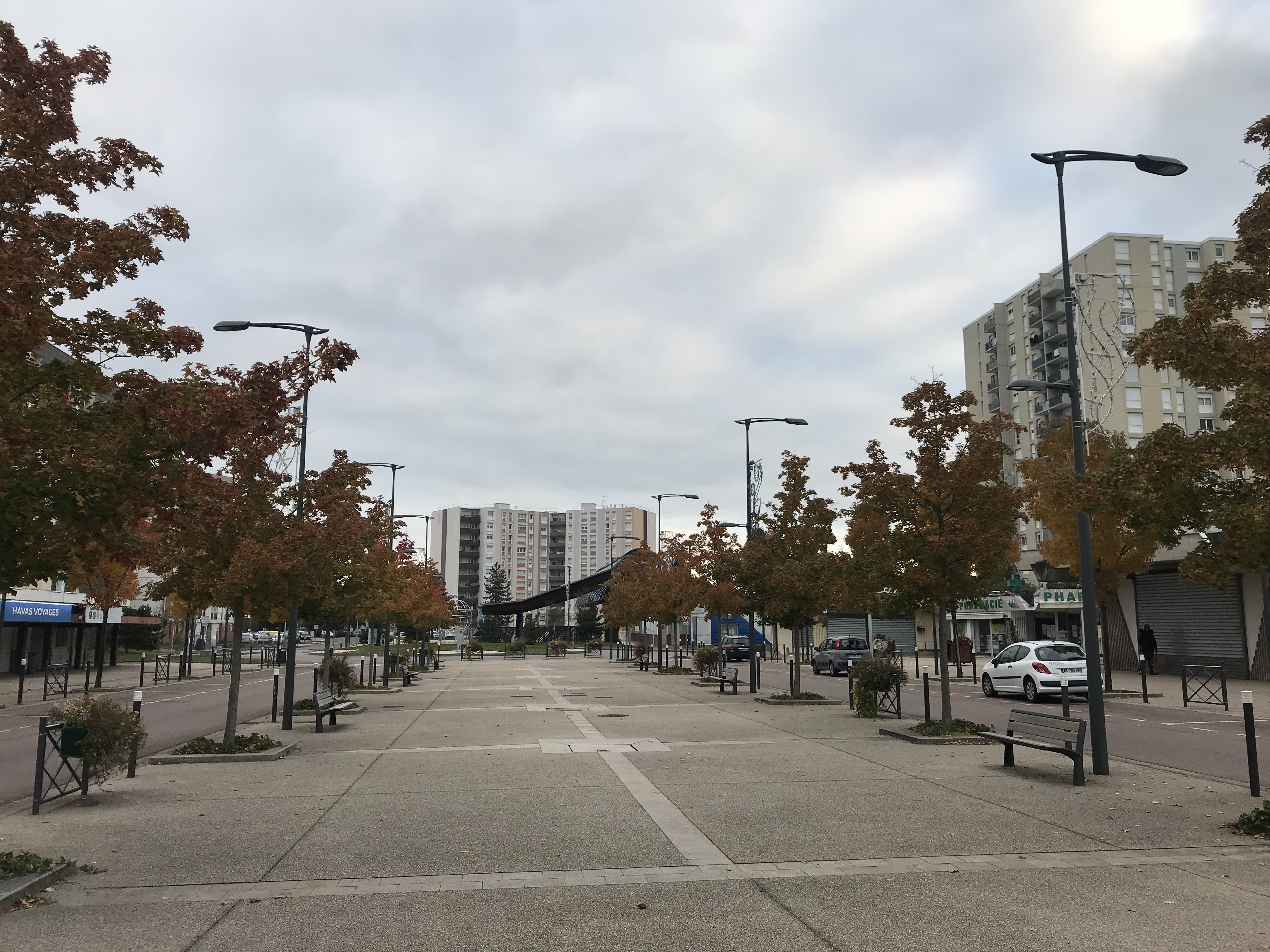
莫里哀街

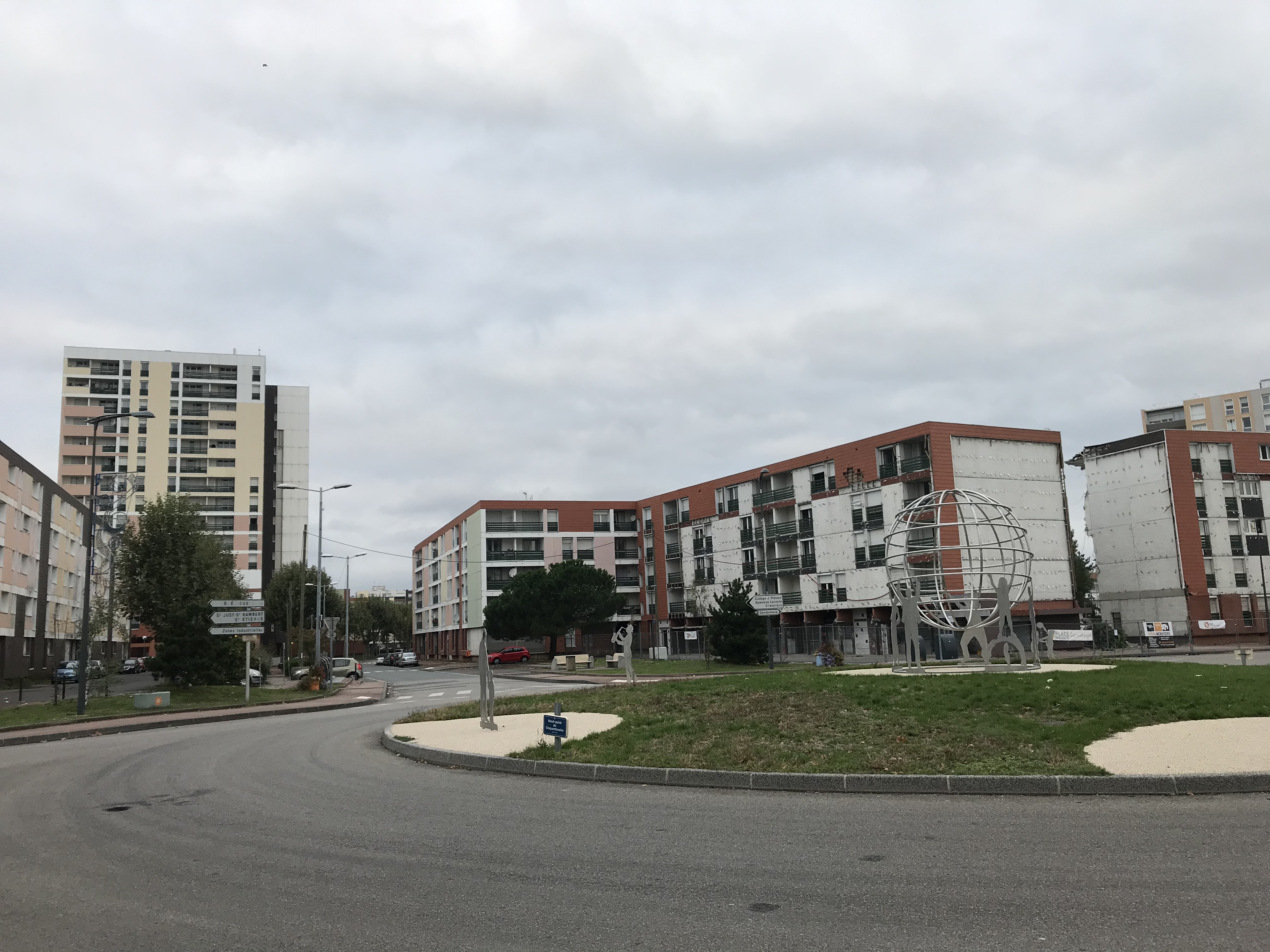
拉马丁街

### 教育
昂德雷济约-布泰翁属于里昂学区。截止2020年1月1日，昂德雷济约-布泰翁境内共有5所小学、1所初级中学、1所普通高中和1所职业高中。2018至2019学年度，昂德雷济约-布泰翁境内共有在校中等教育阶段学生2,094名。

### 医疗
截止2020年1月1日，昂德雷济约-布泰翁境内共有全科医生21名、保健师13名、牙医13名、护士24名、耳科医生1名、皮肤科医生1名、儿科医生1名和妇科医生1名。境内共有药房3家、养老院1家。
昂德雷济约-布泰翁是圣艾蒂安大学中心医院的服务范围，后者是法国的一个区域性医疗机构，其主病区“圣艾蒂安北医院”（Saint-Étienne Hôpital Nord）位于圣艾蒂安市区北部，距离昂德雷济约-布泰翁市区的正常车程约12分钟，该院设有床位1,276个，是当地规模最大的公立综合性医院。

### 住房
2018年，昂德雷济约-布泰翁境内共有各类住房4,412套，其中47.6%为独立式居民区，52.1%为集中式居民区。常住房屋占昂德雷济约-布泰翁市镇范围内居民建筑总量的89.9%。
在住房保障政策方面，2020年，昂德雷济约-布泰翁境内共有910户家庭获得了住房经济补助，受益人数占总人口数量的9.3%，其中820份为房租补助。

### 商业
2019年，昂德雷济约-布泰翁境内共有各类实体商铺440家，其中餐厅65家、大型超市5家、杂货店4家、面包房8家、肉铺6家、书店4家、装饰品店9家、银行门店10家、美容美发店14家、汽车维修店29家。市中心建有家乐福便民超市，市区东北部则建有E.Leclerc大型购物商场。

### 体育
2020年，昂德雷济约-布泰翁境内共有1家游泳池、4间体育馆、1座综合体育场、12处网球场、3处足球或橄榄球场以及5处篮球或排球场。
截至2022年2月，昂德雷济约-布泰翁境内共有四家注册足球俱乐部。昂德雷济约-布泰翁足球俱乐部（编号508408）是当地的代表性足球队，成立于1947年，其主队在2021至2022赛季参加法国全国乙组联赛（法国第四级别），其主场为起飞球场（L'Envol Stadium）。该队曾因在2019年的法国杯中战胜了彼时参加法甲的马赛奥林匹克而受到关注。

### 环境
昂德雷济约-布泰翁的环境事务由其所属的圣艾蒂安都会区负责。2019年，昂德雷济约-布泰翁境内共有2家污染企业。

### 治安
2019年，昂德雷济约-布泰翁市镇范围内有1处宪兵队。
昂德雷济约-布泰翁所在地是蒙布里松国家宪兵队的管辖范围。2020年，该宪兵队辖区内共136个市镇累计发生各类案件4,666起，其中盗窃类案件2,169起，经济类案件908起，毒品交易类案件216起。

## 文化
2020年，昂德雷济约-布泰翁境内共有1家剧场和1家音乐厅。昂德雷济约-布泰翁市政府建有凉亭多媒体中心（Médiathèque Le Kiosque），每周二至六向公众开放。

### 建筑
昂德雷济约-布泰翁境内有多处历史建筑，布泰翁城堡和布泰翁圣洛朗教堂（是当地的代表性建筑物。

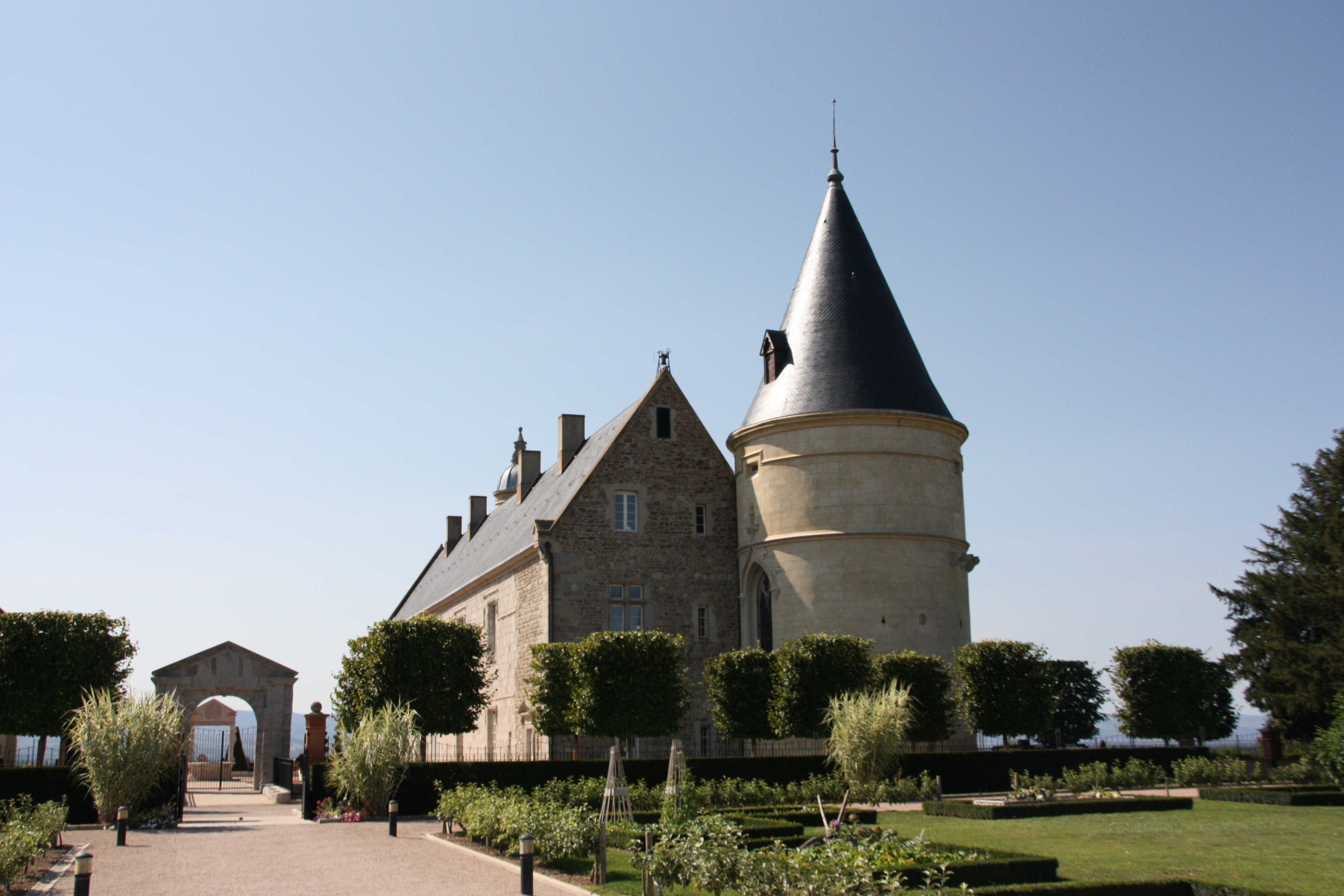
布泰翁城堡（法语：Château de Bouthéon）
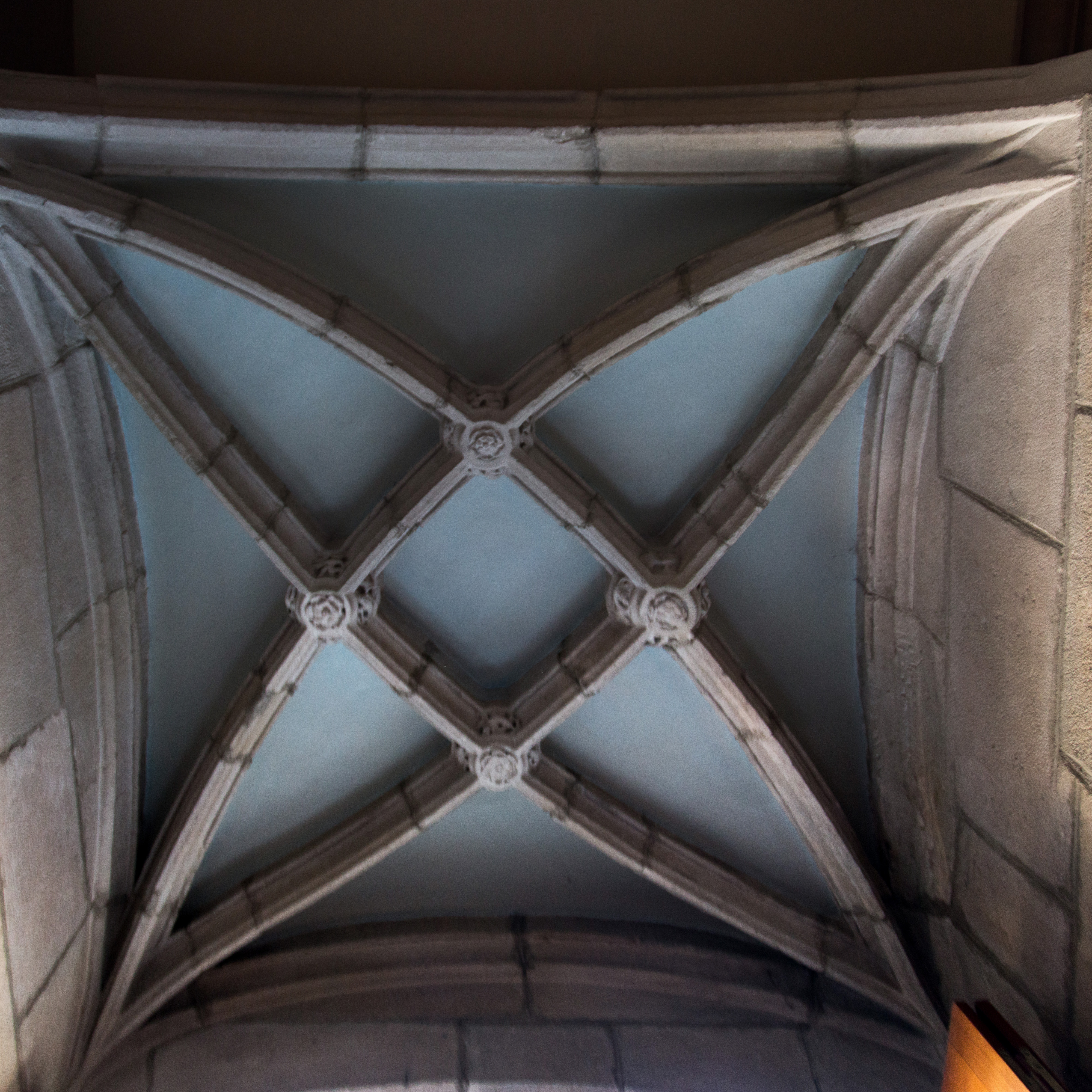
城堡顶梁
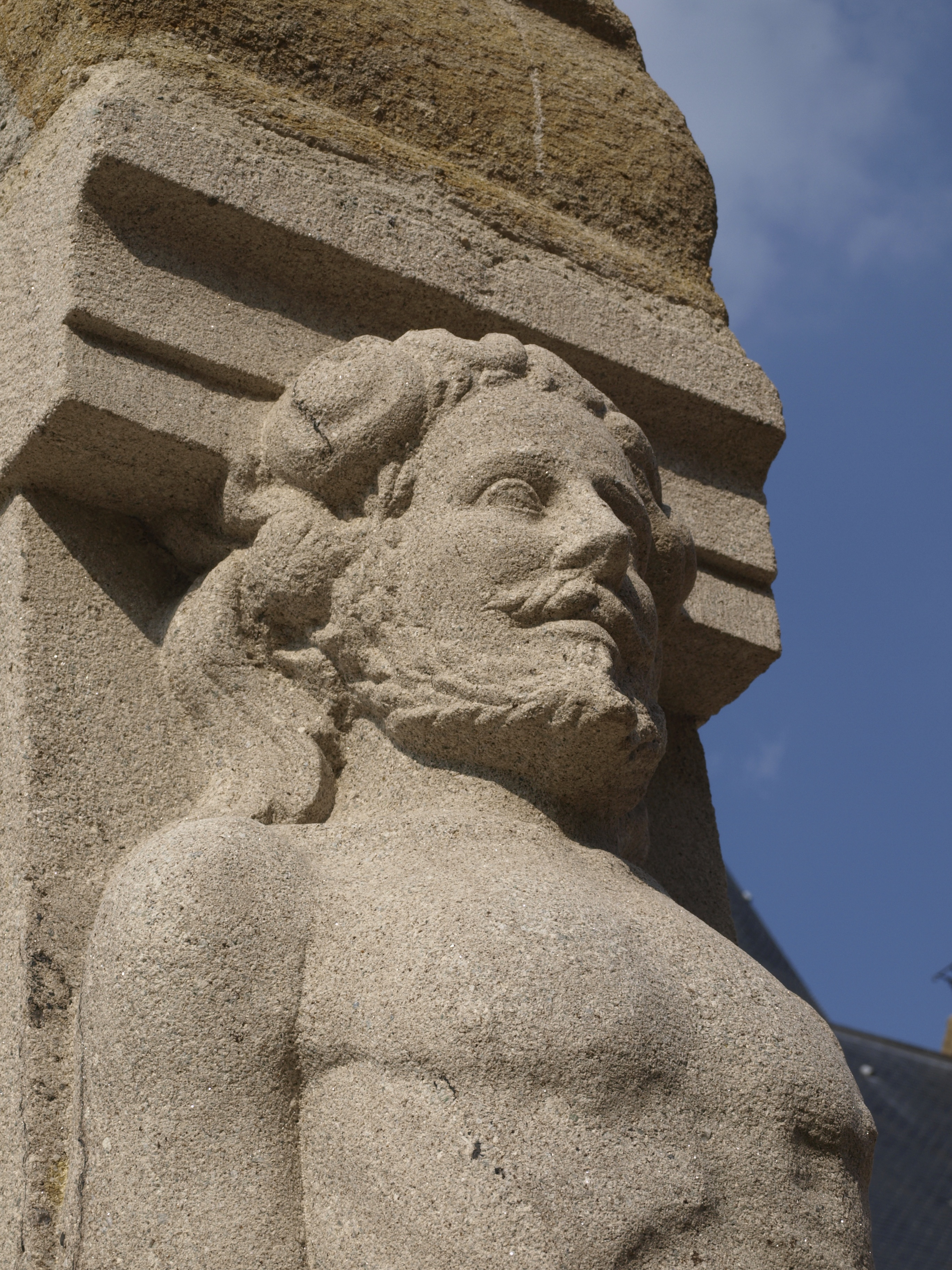
城堡雕塑
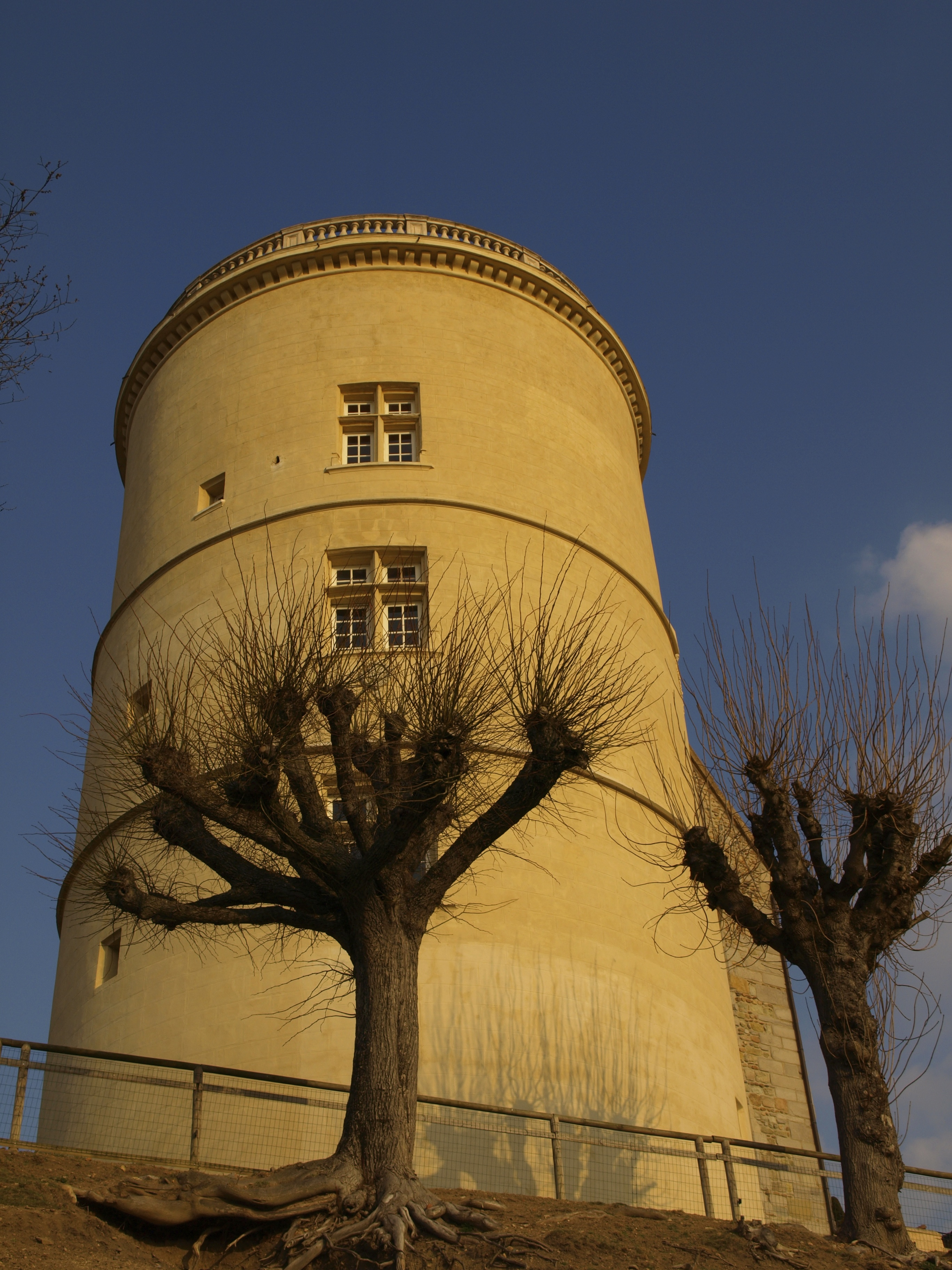
碉楼
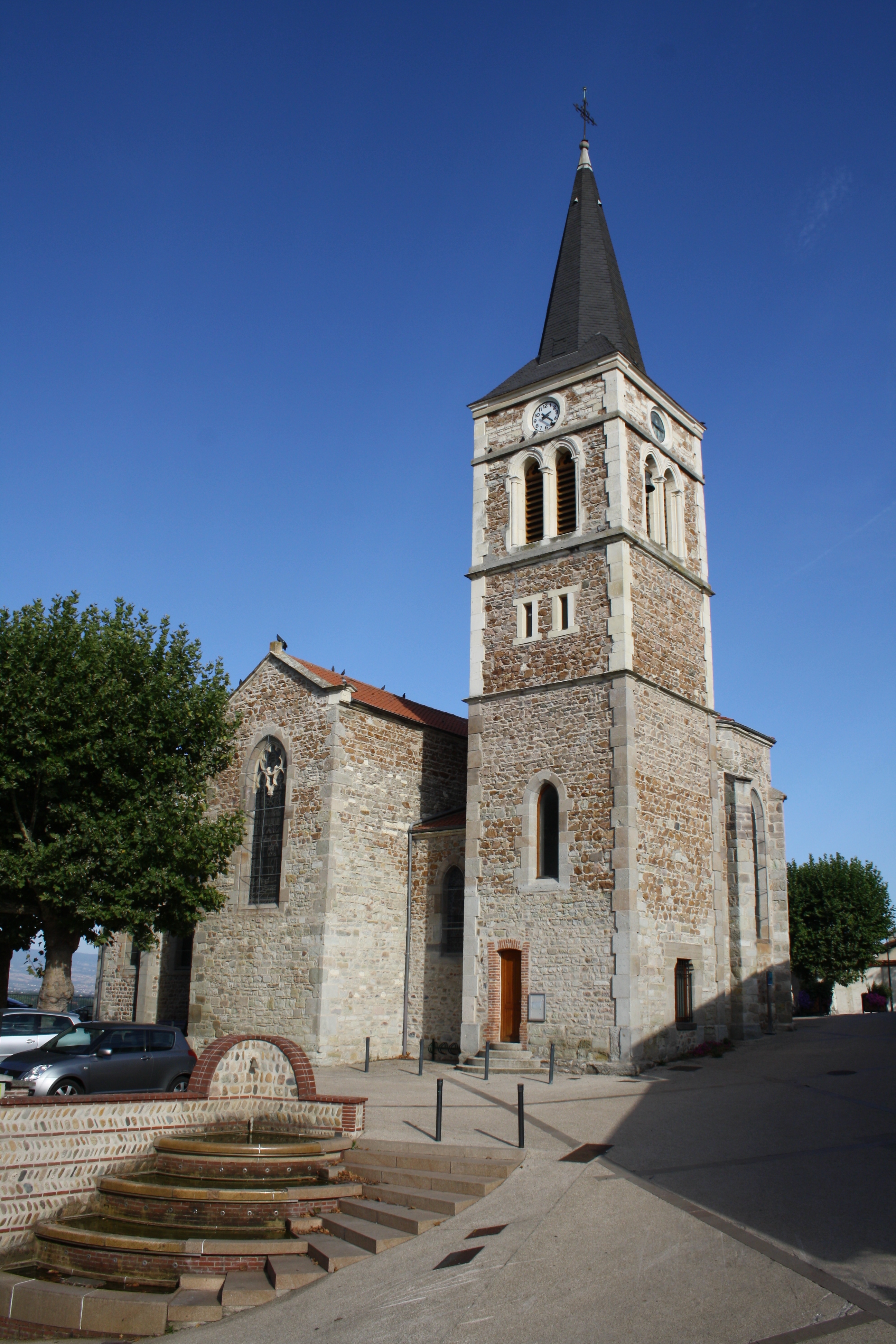
布泰翁圣洛朗教堂
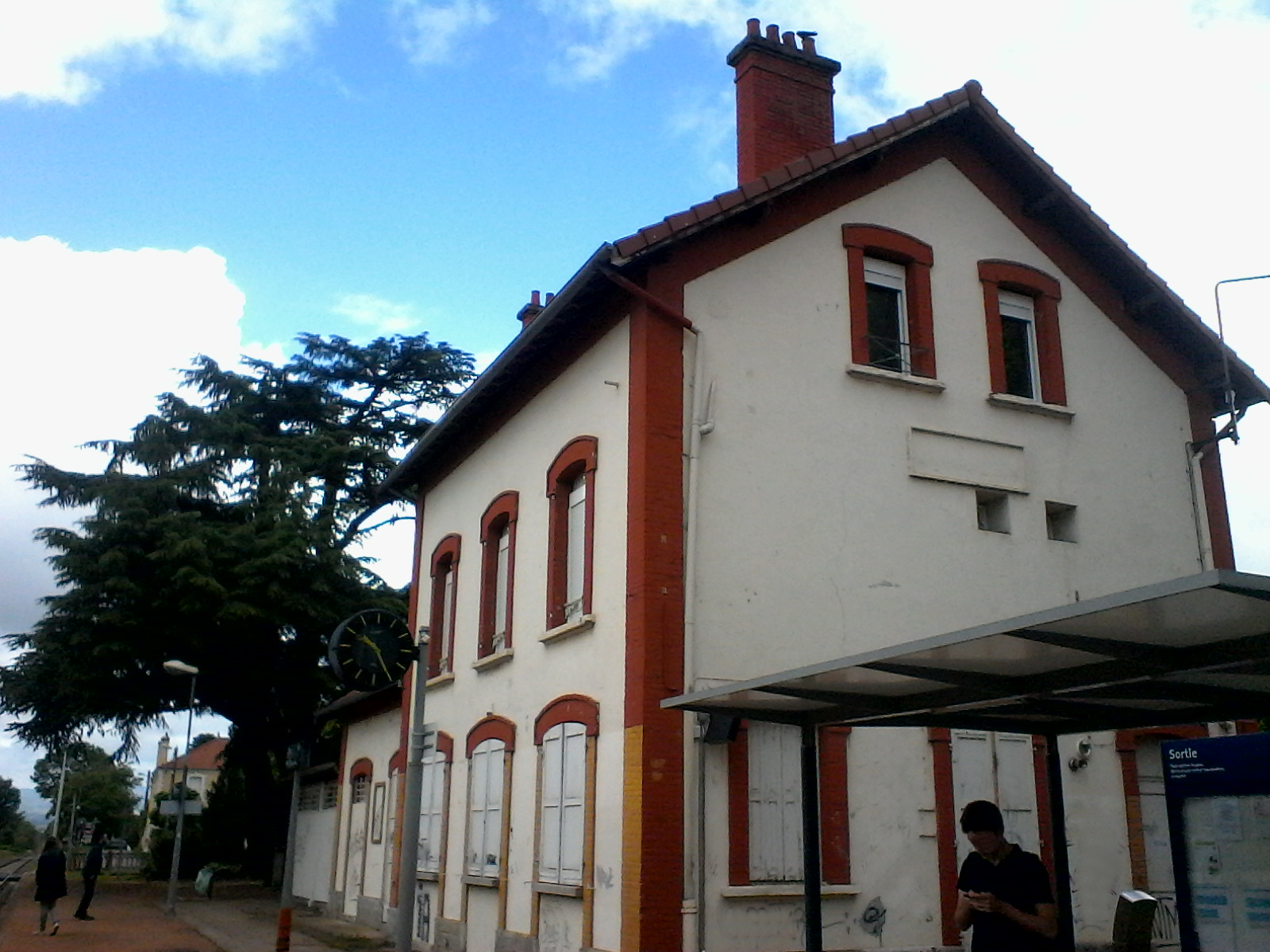
昂德雷济约火车站
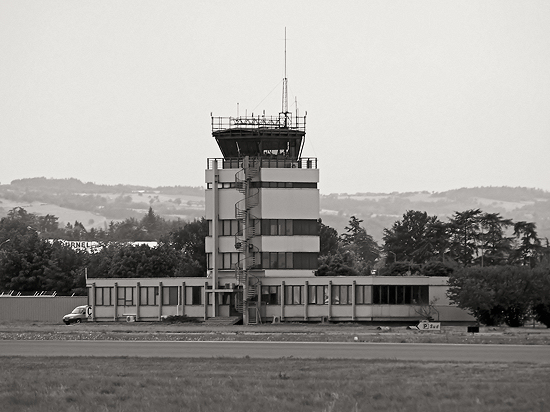
机场塔台

### 旅游
昂德雷济约-布泰翁的旅游事务由其所属的圣艾蒂安都会区负责。2021年，昂德雷济约-布泰翁境内共有3家酒店共计210间房间。

### 媒体
法国主要的媒体均可在昂德雷济约-布泰翁接收，法国电视三台下属的奥弗涅-罗讷-阿尔卑斯大区频道在部分时段播出昂德雷济约-布泰翁所属区域的地方新闻。《进步报》、蓝色法兰西圣艾蒂安广播、Scoop广播、卢瓦尔省电视台等为当地主要的地方性媒体。

## 友好城市
截至2022年11月，昂德雷济约-布泰翁共与四座城市互为友好城市关系：
- 德国 新伊森堡
- 葡萄牙 马亚
- 義大利 丘西
- 英格兰 索厄姆